# Ezequias Jerônimo da Rocha
Ezechias Jerônimo da Rocha (Santana do Ipanema, 8 de dezembro de 1898 – Rio de Janeiro, 8 de abril de 1983) foi um político brasileiro.
Filho do major Izidoro Jerônymo da Rocha e de Maria Umbelina da Rocha.
Em outubro de 1950 foi eleito senador por Alagoas na legenda da União Democrática Nacional (UDN), cargo que ocupou de março de 1951 a janeiro de 1959.